# Idiops siolii
Espèce
Synonymes
- Pseudidiops siolii Bücherl, 1953

Idiops siolii est une espèce d'araignées mygalomorphes de la famille des Idiopidae.

## Distribution
Cette espèce est endémique du Pará au Brésil,. Elle se rencontre vers Belém et Melgaço.

## Description
La femelle décrite par Fonseca-Ferreira, Guadanucci, Yamamoto et Brescovit en 2021 mesure 13,8 mm.

## Systématique et taxinomie
Cette espèce a été décrite sous le protonyme Pseudidiops siolii par Bücherl en 1953. Elle est placée dans le genre Idiops par Raven en 1985.

## Étymologie
Cette espèce est nommée en l'honneur de Harald Sioli.

## Publication originale
- Bücherl, 1953 : « Quilópodos, aranhas e escorpiões enviados ao Instituto Butantan para determinação. » Memórias do Instituto Butantan, vol. 25, p. 109-151.